# Eunidia submarmorata
Eunidia submarmorata là một loài bọ cánh cứng trong họ Cerambycidae.